# Шефика Фика Филиповић
Шефика Фика Филиповић (Мостар, 1929 — Београд, 2022) била је феминисткиња, антиратна активисткиња и чланица Жена у црном. 

## Биографија
Шефика Фика Филиповић је рођена у Мостару 1929. године и 1955. се сели за Београд и запошљава као зубна техничарка. Цео радни век је провела у Дому здравља "Иван Милутиновић".
Била је чланица Грађанског савеза Србије 1992. године и чланица групе "Живети у Сарајеву". Кратко је била у ЛДП-у који је напустила јер јој се нису допали поступци страначког лидера Чедомира Јовановића. 
Иза себе је оставила ћерку Јелену и унуку Хану.

## Активизам
Од 9. октобра 1991. па у наредних пет година, године Жене у црном су сваке среде одрганизовале ненасилне протесте против ратова у бившој Југославији. Фика Филиповић им се придружила на овим протестима  1994. године и постала њихова чланица.
Виђала сам их на Тргу Републике, гледала их онако из прикрајка. Мислила сам: ко су ове жене које ту стоје сваке сриједе? И ја сам долазила сваке сриједе, али нисам им се одмах прикључила. Године 1994. било је стајање и када сам ја видјела све те транспаренте о Босни, у вези са Сарајевом, Мостаром, ја сам се одмах прикључила женама и носила транспарент "Мостарке нисте саме". Тако су ми тог момента сузе лиле, док сам држала тај транспарент. После је све ишло својим током, ишла сам да стојим сваке сриједе...— Шефика Фика Филиповић, Жене у црном
Са њима је ишла у Сарајево на протесте али и широм бивше СФРЈ где год је било потребно подићи глас против национализма и рата.  
Фика је посећивала радионице на којима је учила о феминизму и антимилитаризму и та сазнања су учврстила њена политичка схватања и учинила је ватреном боркињом за истину и против фашизма. У својим ставовима није попуштала пред притиском јавности али и пријатеља. Жене у црном од почетка свог антиратног ангажовања трпе увреде и нападе и Фика је неусташиво стајала са њима.
Фика се противила свакој врсти репресије и борила се за заштиту људских и мањинских права. Била на свим ЛГБТ парадама и добила је надимак gay mama.
Сећам се једне параде, пре оне када је било туче, оставила ме он (ћерка) на Славији и ја кренем, а полицајац ме пита: бако, где си пошла? Ја му кажем идем на параду. Он ме гледа, каже немаш пропусницу. Кажем шта ће ми. И онда је неко рекао да ме пусте и пустио ме. После тога су нас из СКЦ враћали марицама кући.— Шефика Фика Филиповић, Лист "Данас" - "За бели хлеб и Данас је увек морало да буде"; 09.06.2017.